# Rutger von Ascheberg
Hrabě Rutger von Ascheberg (2. červen 1621 – 17. duben 1693), také známý jako Roger von Ascheberg byl důstojník švédské armády, postupně byl jmenován generálporučíkem v roce 1670, generálem v roce 1674, polním maršálem v roce 1678. V roce 1680 se stal generálním guvernérem v provincii Skåne a v následujícím roce se stal královským radou.

## Životopis

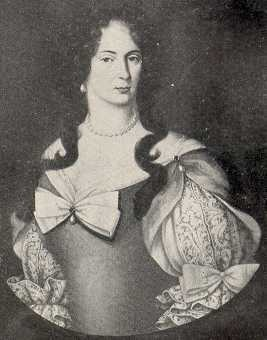
manželka Marie Eleonora von Bussek

Rutger von Ascheberg se narodil na panství Berbohnen v Kuronsku. Pocházel ze staré vestfálské rodiny, která odešla do Kuronska v 16. století. Jeho rodiči byli Wilhelm von Ascheberg a Margaretha von der Osten.  

### Třicetiletá válka
Od svých 13 let sloužil jako páže ve švédské armádě bojující v Třicetileté válce v Německu. Byl přítomen v řadě velkých bitev, včetně bitvy u Nördlingenu v roce 1634. V roce 1639 odešel studovat do Francie. V následujícím roce byl povolán k hesenskému jezdeckému pluku ve švédských službách. Vyznamenal se v bitvě u Wolfenbüttelu 1641. V bitvě u Breitenfeldu v roce 1642 byl zraněn a zajat nepřítelem, ale později byl zachráněn. Během zbývající části třicetileté války bojoval pod polními maršály Lennartem Torstensonem a Carlem Gustafem Wrangelem. V roce 1644 byl povýšen na korneta, v roce 1645 na poručíka a v roce 1646 se stal rytmistrem(kapitán).
Po skončení války zůstal v Německu a působil ve funkci soudního vykonavatele. V roce 1655 mu byla nabídnuta pozice podplukovníka a velení pluku ve švédské armádě, která se připravovala na válku proti Polsku.

### Druhá severní válka (1655–1660)
Druhá severní válka se z počátku odehrávala na území Polsko-Litevské unie. V březnu 1656 byl po dobytí města Jarosławi povýšen na plukovníka. V červenci téhož roku bojoval v bitvě u Varšavy. V bitvě u Chojnice(Konitz) donutil polské vojsko k ústupu. Jako projev uznání dostál od švédského krále Karla X. Gustava majetky v Prusku, cennosti i samotný rapír, který používal v bitvě.
V roce 1657 zaútočilo Dánsko na švédské území v Německu, švédská armáda byla donucena opustit Polsko a napadnout Dánsko. V roce 1658 vedl Rutger von Ascheberg švédskou armádu na Kodaň, která leží na ostrově Zéland. Švédská armáda provedla riskantní přechod úžin v Baltském moři přes Malý a Velký Belt, tento plán se uskutečnil z důvodu silného ledu ve dnech 30. ledna až 15. února 1658. V prosinci 1658 napadl Sønderborg na Jutském poloostrově, při útoku byl téměř zajat. V roce 1659 byl zraněn v bitvě o Kodaň. Po doléčení zranění dobyl ostrov Møn, kde zůstal do konce války.

### Povýšení
V roce 1664 byl povýšen na generálmajora a v následujícím roce se zúčastnil spolu s polním maršálem Wrangelem vojenského tažení švédské armády proti Brémám. V roce 1670 byl tento konflikt ukončen, poté se vrátil do Švédska a byl povýšen na generálporučíka. V 1673 získal šlechtický titul barona a panství Kastellgården u Kungälvu. V roce 1674 byl povýšen na generála.

### Skånská válka (1675–1679)
Nejprve byl zodpovědný za obranu švédské provincie Bohuslän proti útokům z Norska.  Zvítězil v bitvě u Kviströmu. Poté se přesunul do Skånie, kde spolu se švédským krále Karlem XI. velel v několika bitvách. V roce 1676 se vyznamenal v bitvě u Halmstadu, během bitvy byl raněn do paže. Po zotavení se v prosinci toho roku zúčastnil bitvy u Lundu, kde měl rozhodující podíl na vítězství. V roce 1677 uspěl v bitvě u Landskrony, byl jmenován polním podmaršálem. Na konci války získal nejvyšší velení švédské armády v provincii. Byl povýšen na polního maršála.

### Generální guvernér a hrabě
Po skončení války byl nejprve jmenován generálním guvernérem Göteborgu, Bohuslänu a Dalslandu. V roce 1680 přibyly provincie Skånie a Halland. Byl jmenován královským radou a v roce 1687 získal titul hraběte. Zasloužil si uznání samotného švédského krále Karla XI., který ocenil je přínos pro celé Švédsko a jeho samotného.
Rutger von Ascheberg zemřel 17. dubna 1693 v Göteborgu. Byl pohřben 26. srpna 1694 v německém kostele pojmenovaném po královně Kristině v Göteborgu. Pohřbu se zúčastnil král Karel XI.

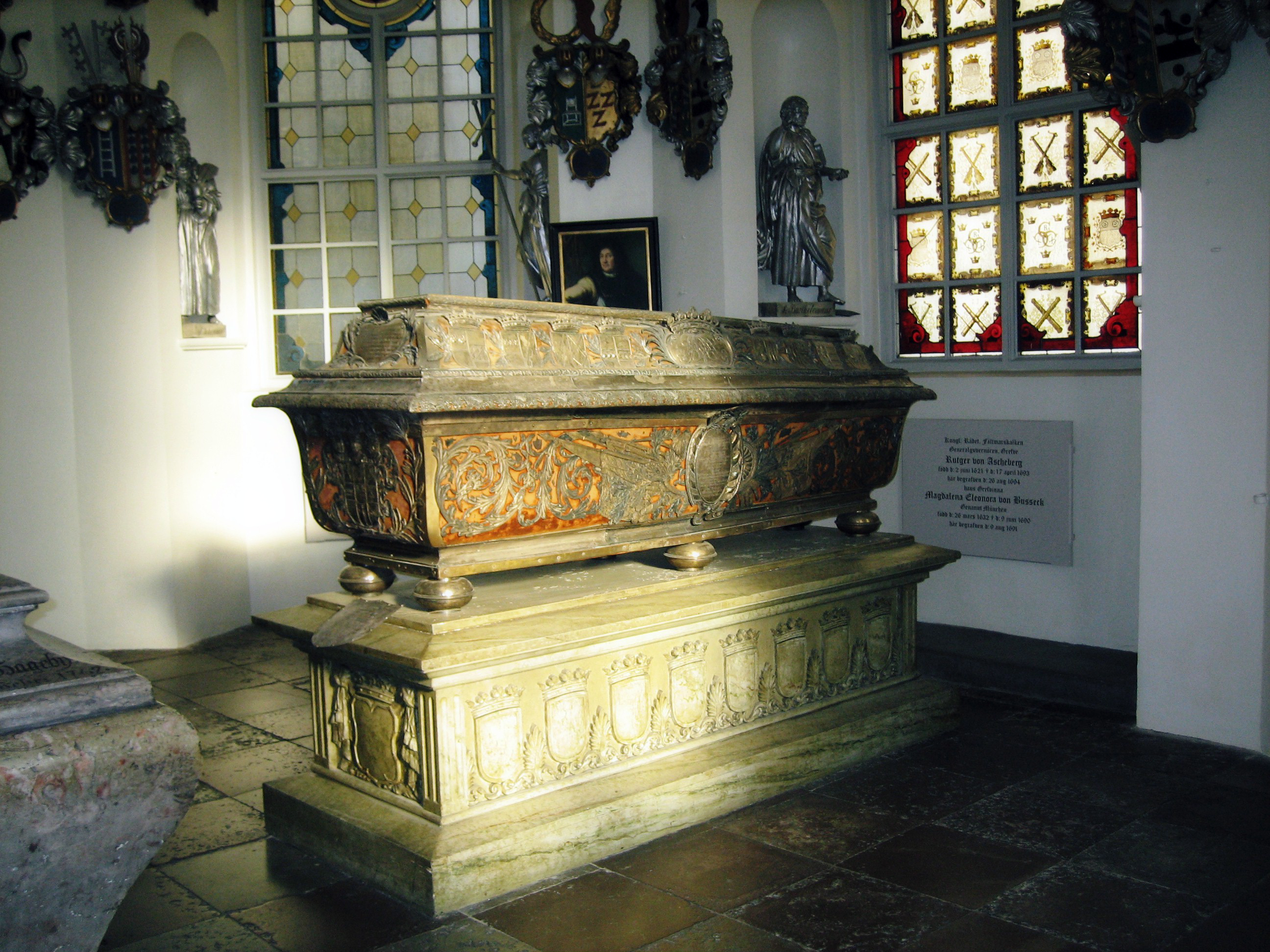
tumba s ostatky Rutgera von Anschenberg

## Vlastnictví
Mezi panství a statky, které vlastnil, patřily Kastellegården, Gullmarsberg, Holma, Torreby, Stenungsön a Ström v Bohuslänu, stejně jako Sövdeborg , Agerup a Tosterup ve Skånii.

## Rodina
V roce 1650 se oženil s Marií Eleonorou von Bussech, členkou šlechtického rodu z Hesenska. Žila v letech 1632–1690 a byla pohřbena v roce 1691 ve stejném kostele jako její manžel o tři roky později.  
Manželé měli tyto děti:
- George Fredrik von Ascheberg
- Margareta Sabina von Ascheberg
- Ludvig Volrath von Ascheberg
- Anna Elisabeth von Ascheberg
- Karl Gustaf von Ascheberg
- Rutger von Ascheberg
- Gustaf Adolf von Ascheberg
- Kristian Ludvig von Ascheberg
- Eleonora Elisabet von Ascheberg (1663–1737) ∞ David Makeléer
- Sofia Lovisa von Ascheberg (1664-1720) ∞ Hans Wachtmeister
- Otto Vilhelm von Ascheberg (1665-1671)
- Margareta von Ascheberg (1671-1753) ∞ Kjell Kristoffer Barnekow(1663-1700)